# Народна библиотека „Бранко Чучак“
Народна библиотека „Бранко Чучак“ у Хан Пијеску основана је под првобитним називом Народна књижница и читаоница. Кроз вријеме библиотека је до данас представљала најзначајнијег носиоца културних активности на подручју општине Хан Пијесак. Налази се у улици Александра Карађорђевића бр. 2, у центру Хан Пијеска. Представља стуб културе и знања, што свједочи трајање институције. Библиотека је одликована Орденом Његоша II реда.

## Историјат
Народна библиотека „Бранко Чучак“ прешла је дуг пут у свом развоју, баштини традицију: Народне књижнице и читаоницa основанe према правилима одобреним од Министарства просвете, О. н. бр. 21530 од 11.5.1923; Библиотеке војно-планинског добра; Синдикалне библиотеке; Опште народне библиотеке; Библиотеке Народног универзитета те Народне библиотеке Хан Пијесак.
Библиотека је имала врло занимљиву прошлост и одиграла је значајну улогу у образовању, васпитању и културном животу свих њених корисника и шире друштвене заједнице. Библиотека је више пута награђивана за свој рад: најбоља библиотека и најбољи библиотекар сарајевског среза, носилац је Повеље општине Хан Пијесак, Повеље успијеха за најтраженију књигу на штанду Републике Српске на београдском сајму и награде „Ђорђе Пејановић“ за најбољег менаџера у библиотекарству.
ЈУ Народна библиотека «Бранко Чучак», Хан Пијесак налази се у улици Александра Карађорђевића 2 у центру града. Библиотека располаже са разноврсним књижним фондом од 35.120 инвентарисаних књига 2023. године, из свих области људског знања и стваралаштва.
Библиотека је чланица библиотечко-информационог система COBISS.
Дугогодишња традиција, рад са корисницима, књижевне промоције, радионице, изложбе и манифестације које су добиле међународни карактер обиљежиле су рад Библиотеке „Бранко Чучак“ из Хан Пијеска, која је проглашена за најбољу библиотеку у Републици Српској за 2022. годину.
У Народној библиотеци раде: одјељење набавке и обраде, одјељење стручне књиге, позајмно одјељење, дјечије одјељење и завичајно одјељење.
Библиотека има вриједне колекције: дио личне библиотеке академика Рајка Кузмановића, карикатуре Тоша Борковића, посебну колекцију књига Милунке Шалић и Милоша Кнежевића, Завичајни албум „Бајколики Хан Пијесак, легат Бранка Чучака и легат Бранка Брђанина Бајовића.
У раду се примјењују достигнућа савремене библиотечке праксе, стандарди, нормативи и правила. Значајна пажња се посвећује његовању професионалног односа према корисницима. Библиотека је узела активно учешће у културно-образовном животу Хан Пијеска. Организатор је бројних културних догађаја, књижевних вечери и манифестације „Чучкови књижевни сусрети“. На манифестацији „Чучкови књижевни сусрети“ од 2010. године додељује награду „Чучкова књига“, за најбољу прву књигу објављену у периоду између двије манифестације, у свим литерарним “гранама” у којима се огледао Бранко Чучак.

## Организација
Основне организационе јединице Библиотеке су:
- одјељење набавке и обраде
- завичајна збирка
- одељење за одрасле читаоце
- одељење за дјецу
- одјељење стручне књиге